# Marengo, Ohio
Marengo är en ort i Morrow County i delstaten Ohio, USA.